# 路氹連貫公路

晚上的路氹金光大道（2020年2月）

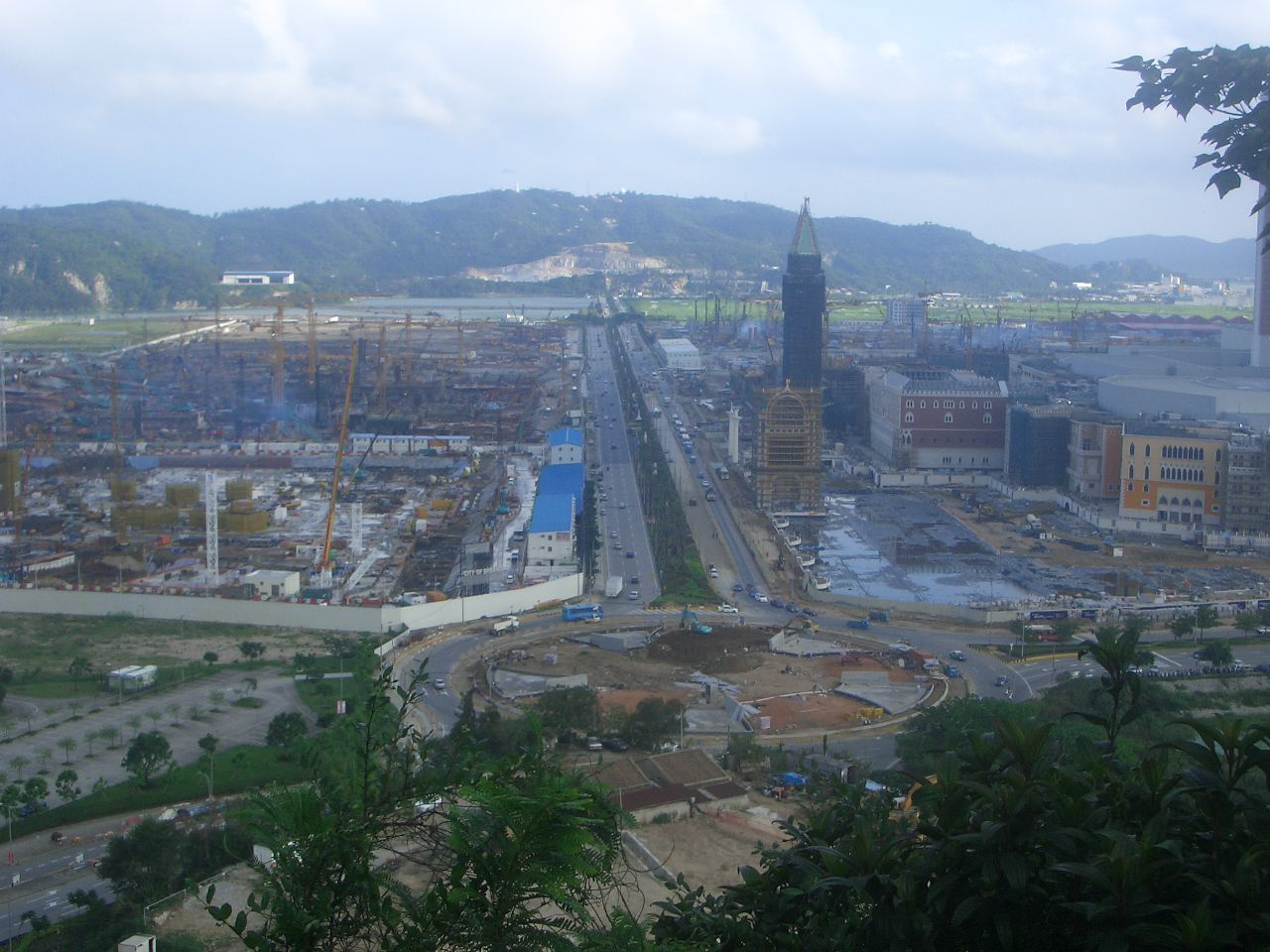
2007年的路氹連貫公路

路氹連貫公路（葡萄牙語：Estrada do Istmo）連接澳門氹仔和路環的公路，是澳門少數以「公路」命名的道路。1963年5月動工，至1968年6月完成，1969年秋正式通車。
公路是一道海堤，高出海平面5米，從氹仔的馬鱭尾向南伸至路環的石排灣，全長2250 米，路面寬9米，中間為7米闊車道，兩旁人行道各1米，整個工程耗資600多萬澳門元。1998年對該公路進行全面改造，成為一條雙向六車道的現代化道路，以提高安全性，並實現掛八號風球時有限度通車。為慶祝澳門回歸，澳門政府於1999年在公路分隔帶中豎立了十二生肖的雕塑。

## 公路對生態的影響
自路氹連貫公路建成後，十字門東面的水道被分隔。西面形成了紅樹林，時乃一大生態奇觀；東面形成了泥灘，滿布彈塗魚，並發展了養蠔業。惟20世紀90年代起，兩面分別進行了填海工程。近年外資賭場拔地而起，昔日自然風光已一去不返。不過，有關影像紀錄在回歸前建成的海事博物館內亦有在講述澳門歷史及漁業的展廳播放。

## 新增設施

### 地下行車道
路氹連貫公路圓形地下層行車通道，位於氹仔島內的一條地下行車通道，連接偉龍馬路及望德聖母灣大馬路，為雙向雙線行車的道路。
2010年8月25日，建設發展辦公室為改善因應路氹城快速發展所帶來的交通壓力，對位於路氹連貫公路圓形地下層行車通道建造工程進行公開招標，招標期至同年10月11日。工程不設底價，最長施工期為730天。工程主要透過在路氹連貫公路圓形地下層建造一條雙向四線行車通道，連接望德聖母灣大馬路和偉龍馬路，提供分層繞道以減少使用路氹連貫公路圓形地的車輛數目，此舉除可減輕圓形地的交通負荷外，亦可對路氹城路網的主、次幹道起分流作用，以緩解路氹未來的交通流量需求和提升該區一帶的交通通行能力。工程範圍全長約900米，而通道結構連坡道約700米長。 為配合有關工程，首階段的地下管道搬遷預計同年年底完成，而行車通道施工爭取2011年第一季展開。工程開展期間，路氹連貫公路圓形地需關閉並於工程完成後恢復原貎。
2010年10月12日，建造工程進行公開開標，共有21間公司遞交標書文件。經開標程序後，2份標書被取消資格，但19份標書被接納。工程造價由澳門幣251,381,852.00至419,015,069.00，工期由689天至730天。
2011年2月28日，建造工程正式動工，並分成四階段施工，首階段針對偉龍馬路兩側排水渠進行遷移工程，亦包括建造永久路網，由於施工路段所佔的面積較少，因此首階段工程期間，馬路將維持正常通車；第二階段將進行兩邊下層隧道連接口的施工，期間將開闢兩條行車通道，維持現有路氹連貫公路圓形地有限度通度通車；第三階段工程主要為拆卸偉龍馬路及望德聖母灣大馬路中間的綠化帶，展開地段圍板施工，有關工程完成後將能貫穿整條圓形地下層行車通，而工程最後階段將拆卸有關圍板並對圓形地進行修復工作。當時工程預計在2013年竣工。
2011年7月4日，建造工程進入第三階段施工，分階段由原來每方向三線行車改為兩線行車，稍後，進出路氹連貫公路的車道亦有所調整，預計工期為360天。為減低對駕駛者影響，工程開展時會以密閉式進行開挖。 望德聖母灣大馬路每方向由三線行車改為兩線行車 因應有關施工安排，工程將分作兩部分施工。第一部分工程主要將望德聖母灣大馬路施工路段進行圍板，而左右兩側的行車道會由原來的三線行車改為兩線行車，此階段，路氹圓型地繞道功能將如常運作。此外，望德聖母灣大馬路靠龍環葡韻一側的咪錶泊車位將會臨時取消。 第二部分將在路氹連貫公路圓型地開闢臨時車道，並開始圍封圓型地至偉龍馬路的一段車道進行施工，屆時，駕駛者若由望德聖母灣大馬路進入路氹連貫公路，將由原來繞道路氹連貫公路圓型地的行駛方式，改為利用偉龍馬路開放的臨時路口進入路氹城，而路氹連貫公路往偉龍馬路、機場方面的車輛則需經路氹連貫公路圓形地開通的臨時車道通過。施工期間，部分路段將以注水護欄分隔行人道和行車道，以確保道路使用者安全，又會加強晚上燈號警示照明及於圍板上貼上反光紙，加強對行人及駕駛者的提示。
2011年7月8日上午，調整“望德聖母灣馬路／連貫公路”巴士站停靠點向奧林匹克游泳館圓形地方向遷移約150米。
2011年7月14日，建設發展辦公室表示，建造工程第三階段為隧道主體開挖工作。因應有關開挖工作將是整體工程中最複雜及技術要求最高的部分，且耗時較長，因此建設發展辦公室已要求承建商須全面考慮施工困難及工期，適當在技術、人員及機械上作出調整，以確保工程按時竣工；同時亦與交通事務局積極協調，做好有關交通安排，務求減低工程對交通的影響。該工程作為澳門首次在運作中的快速公路圓形地進行加建地下層行車通道工程，工程主要為建造分層馬路，連接望德聖母灣大馬路和偉龍馬路，並穿越路氹連貫公路圓形地，以減少現時集中使用圓形地的車流量。由於施工道路為通往路氹城的主要通道之一，因此不能全面封閉施工，必須採取分段施工模式，且需建造臨時行車及行人通道，儘量減低工程對交通的影響。
2012年8月11日，配合第三階段建造工程施工，近望德聖母灣大馬路一側的圓形地臨時行車通道封閉並禁止車輛行駛。同步亦會恢復圓形地原有的部份行車道，以保持圓形地如常運作。
2013年1月30日，配合道路恢復前的路面重鋪工作，“望德聖母灣馬路／連貫公路”巴士站臨時遷移。
2013年4月15日，第三階段的A、C區開挖及結構工程已完成，開展偉龍馬路的路面重鋪工作，屆時，近科大醫院一則的道路會收窄至單線行車。及後，第四階段的B區開挖接近完成，結構工程亦同步開展，預計於同年第三季內完成。
2013年6月6日，路氹連貫公路圓形地下層行車通道建造工程進入第四階段中後期工程，隧道主體工程預期在同年第三季內完成，並具備條件下進行驗收及研究開通時間。下層行車通道建造工程經歷了前三階段的工程，包括道路改道前期準備工期、Ａ及Ｃ區下行車道的開挖及支護樁及回填工程，而在第四階段主要是Ｂ區圓形地的開挖及最末段連接口的天面及地層結構工程，同時裝設有關排水系統，在完成有關工序後隧道已基本具備通車條件。
2013年8月12及13日，展開裝吊大型道路標誌龍門架工程，分兩階段進行。
2013年10月11日至13日，對週邊道路展開最後階段路面重鋪工程。
2013年11月2日中午12時，地下層行車道正式啟用。

### 行人天橋
路氹連貫公路圓形地行人天橋是位於路氹連貫公路圓形地的一條環形行人天橋，連接望德聖母灣大馬路、澳門科技大學及路氹城週邊。天橋按使用者的動態流向分為五個上落點，每個上落點分別配置一條樓梯、電動扶手梯及升降電梯，天橋的設計亦充分利用材料的特性以環保角度出發，如升降電梯為全玻璃設計，將可引入更多自然光，同時亦可起著觀光作用。 天橋設計為圓形，橋身中心線周長度為390多米，橋面行人道寬6米，橋底與路面之間的淨空為5.75米高，天橋主體分為外環及內環兩部分，外環會採用開放形式的設計，內環則採用3米寬的內環玻璃頂棚的設計形式，構建成一個滿足全天候行人通行的設施。整個建造工程於2013年2月22日進行公開開標，項目因應路氹連貫公路圓形地周邊建築項目相繼落成及各項新公共交通配套設施的實行，增加了該區行人車流量及行人横過馬路的需求。故計劃於路氹連貫公路圓形地建造行人天橋以貫穿多個相鄰的地段，並按使用人的動態流向設多個上落點。同時鄰近望德聖母灣大馬路步行系統，串聯舊城區一帶之步行路徑，加強該區佈局的緊湊性和整體性。2014年1月下旬，建造工程正式展開，期間進行多次臨時交通措施。2014年8月18日，行人天橋最後一節主橋身鋼箱樑吊裝，順利完成合攏，並進入另一階段施工，包括橋面裝修及行人天橋落腳點結構的施工。2015年9月12日，行人天橋正式啟用，位於圓形地周邊現有斑馬線於2015年9月24日至27日期間陸續移除並取消。

## 途經公共巴士路線
T359 蓮花圓形地（Rotunda Flor de Lotus）
路線：15、21A、25、25BS、26、26A、51A、MT4、N3
T360 連貫公路／新濠影匯（Est. do Istmo／Studio City）
路線：15、21A、25、25B、25BS、26、26A、51A、51X、56、102X、701X、MT4、N3
T363 連貫公路／威尼斯人（Est. do Istmo／Venetian）
路線：15、21A、25、25AX、25B、26、26A、56、MT4、N3
T375 連貫公路／新濠天地（Est. do Istmo／C.O.D）
路線：15、21A、25、25AX、25B、25BS、26、26A、51X、56、MT4、N3
T376 連貫公路／巴黎人（Est. do Istmo／Parisian）
路線：15、21A、25、25AX、25B、25BS、26、26A、51X、56、N3
T379 連貫公路／巴黎人花園（Est. do Istmo／Le Jardin）
路線：15、21A、25、25BS、26、26A、56、MT4、N3
T380 連貫公路／倫敦人（Est. do Istmo／Londoner）
路線：15、21A、25、25AX、25BS、26、26A、51X、56、MT4、N3

## 附近街道
- 望德聖母灣大馬路
- 新城大馬路
- 路氹城大馬路
- 霍英東博士大馬路

## 參看
- 路氹城
- 路氹金光大道

## 外部連結
- 公共建設局 - 路氹連貫公路圓形地行人天橋工程 （页面存档备份，存于）